# 歩兵第57連隊
歩兵第57連隊（ほへいだい57れんたい、歩兵第五十七聯隊）は、大日本帝国陸軍の連隊のひとつ。
駐屯地は歩兵第2連隊と同じ佐倉城址（現在の佐倉城趾公園）。公園内には弾薬庫跡、訓練用施設などの遺構が残存している。
連隊の軍旗は、戦後、レイテ島から分担して持ち出され、靖国神社に収められた。

## 沿革
- 1905年（明治38年）8月8日 - 軍旗拝受
- 1908年（明治41年）9月 - 第15師団から第1師団へ所属変更、習志野へ転営
- 1909年（明治42年）3月 - 歩兵第2連隊が水戸へ移駐のため、替わりに佐倉へ転営する
- 1936年（昭和11年）

2月 - 二・二六事件の鎮圧のため東京市へ出動する
4月30日 - 満州駐剳、チチハルに駐屯する
- 1937年（昭和12年） - 天津や張家口、万里の長城付近での戦いに参加

以後7年間、満州孫呉に駐屯し赤軍や匪賊との小競り合いが続く
- 1944年（昭和19年）

グアムに第3大隊を派遣
7月 - アメリカ軍が上陸開始（グアムの戦い）、マンガン山で激戦を繰り広げるも損害大
8月11日 - 第3大隊は玉砕する
11月1日 - 連隊主力はレイテ島オルモックに上陸
11月4日 - リモン峠の戦いが始まる。米陸軍第24師団と戦闘。第24師団の損耗激しく、後に米第32師団、第11空挺師団が増援され日本軍は劣勢に。第二大隊長の長嶺秀雄少佐も三度負傷。
12月 - リモン峠からの撤退命令で、第一師団司令部にたどり着いた頃には連隊の兵力はわずか90名程で、ほとんど全滅状態であった。カンギポットへ転進
- 1945年（昭和20 年）

1月 - セブ島へ転進
5月 - 遊撃戦に転換する
8月 - 終戦
8月18日 - 両軍による停戦式が執り行われる

## 歴代連隊長
| 代 | 氏名         | 在任期間              | 備考           |
| -- | ------------ | --------------------- | -------------- |
| 1  | 勝賀瀬元     | 1905.7.13 -           | 中佐           |
| 2  | 小沢徳平     | 1906.3.12 - 1907.10.4 |                |
| 3  | 竹迫弥彦     | 1907.10.7 - 1912.9.28 | 中佐、大佐昇進 |
| 4  | 湯地藤吉郎   | 1912.9.28 - 1915.8.10 |                |
| 5  | 金谷範三     | 1915.8.10 - 1916.5.2  |                |
| 6  | 福原佳哉     | 1916.5.2 -            |                |
| 7  | 林銑十郎     | 1918.7.24 -           |                |
| 8  | 野口猪雄次   | 1920.1.30 -           |                |
| 9  | 原田敬一     | 1922.2.8 -            |                |
| 10 | 安田郷輔     | 1923.2.1 -            |                |
| 11 | 山中三郎     | 1924.2.4 - 1925.3.18  | 現職で死去     |
| 12 | 山崎定義     | 1925.3.18 -           |                |
| 13 | 佐藤信亮     | 1927.2.10 -           |                |
| 14 | 大串敬吉     | 1928.3.8 -            |                |
| 15 | 小松原道太郎 | 1930.8.1 -            |                |
| 16 | 今村均       | 1932.4.11 -           |                |
| 17 | 羽守清一郎   | 1933.8.1 -            |                |
| 18 | 山口直人     | 1935.3.15 -           |                |
| 19 | 秦彦三郎     | 1937.8.2 -            |                |
| 20 | 木村松治郎   | 1938.7.15 -           |                |
| 21 | 斎俊男       | 1939.8.1 -            |                |
| 末 | 宮内良夫     | 1941.12.1 -           |                |